# Lepidonotus jacksoni
Lepidonotus jacksoni är en ringmaskart som beskrevs av Johan Gustaf Hjalmar Kinberg 1855. Lepidonotus jacksoni ingår i släktet Lepidonotus och familjen Polynoidae. Inga underarter finns listade i Catalogue of Life.